# Czesława Kwoka
Czesława Kwoka, née le 15 août 1928 à Wólka Złojecka en Pologne et morte assassinée le 12 mars 1943 à Auschwitz, est une jeune Polonaise catholique tuée par les nazis à l'âge de 14 ans. Elle fait partie des milliers d'enfants assassinés pendant l'occupation allemande de la Pologne entre 1939 et 1945. 
Elle est surtout connue pour les photographies prises d'elle par le prisonnier Wilhelm Brasse à son arrivée au camp de concentration d'Auschwitz, qui sont depuis exposées au musée national Auschwitz-Birkenau.

## Biographie
Czesława vit à Wólka Złojecka dans la province de Zamość avec sa mère, Katarzyna Kwoka née Matwiejczuk. Son père est mort avant la Seconde Guerre mondiale, quand Czesława était toute petite. 
En 1942, les nazis lancent l'Action Zamość, un programme d'établissement de colons allemands dans la ville. Les habitants sont expulsés de leurs maisons et regroupés dans un « camp de rassemblement ». Là, les Allemands les divisent en plusieurs groupes : les groupes I et II pour ceux qui pourront être germanisés, le groupe III, celui des travailleurs forcés, et enfin le groupe IV, dans lequel sont placées Katarzyna et Czesława, celui des personnes considérées comme inaptes au travail et envoyées dans les camps de concentration.
Elles arrivent à Auschwitz dans la soirée du 12 décembre 1942, avec un convoi exclusivement composé de 318 femmes. Elles y reçoivent leur matricule : le 26 946 pour Katarzyna et le 26 947 pour Czesława.
Katarzyna est assassinée le 18 février 1943 et Czesława subit le même sort le 12 mars, moins d'un mois après sa mère et de trois mois après son arrivée dans le camp.

## Photographie

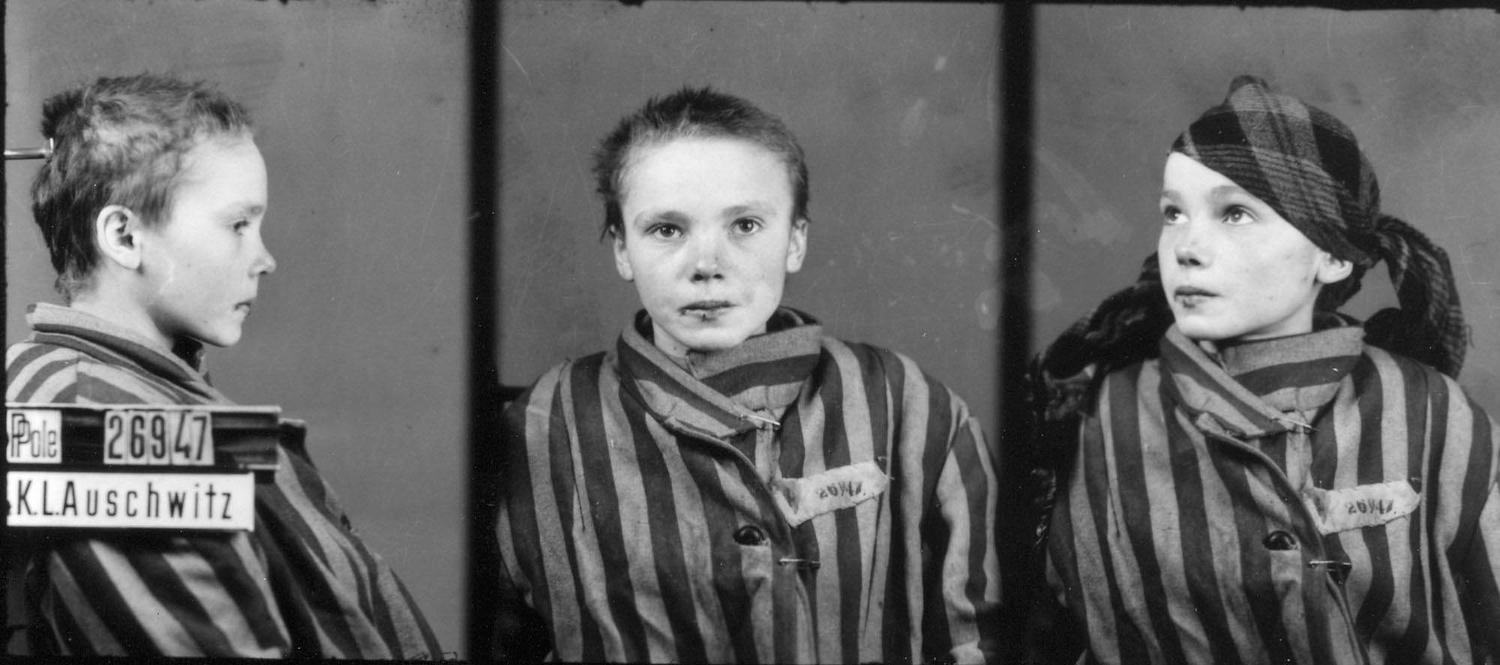
Clichés de Czesława Kwoka pris par Wilhelm Brasse.

Le cliché qui a rendu célèbre Czesława est l’œuvre du polonais Wilhelm Brasse, lui-même prisonnier et chargé par l'administration du camp d'Auschwitz (avec d'autres) de prendre en photo les nouveaux arrivants. 
D'après le témoignage de Brasse, qui survécut à la guerre et à l’internement, la jeune fille fut battue par une des gardes (kapo), ce qui explique les coupures à la lèvre visibles sur les images. 
Bien qu'ayant reçu l'ordre de détruire toutes les photographies et leurs négatifs, Brasse est devenu célèbre après la guerre pour avoir aidé à sauver certaines d'entre elles de l'oubli.
Le 12 mars 2018, pour les 75 ans de la mort de Czesława, le Mémorial d'Auschwitz publie une version colorisée de la photo, réalisée par l'artiste brésilienne Marina Amaral. Elle met en évidence le triangle rouge, symbole des prisonniers politiques, sur sa tenue de déportée.